# Catastrophe du mont Sainte-Odile
Vol Air Inter 148
La catastrophe du mont Sainte-Odile est un accident aérien survenu le 20 janvier 1992 lorsqu'un Airbus A320 d'Air Inter effectuant le vol 148 en provenance de Lyon Satolas s'écrase lors de son approche vers Strasbourg sur les hauteurs boisées de La Bloss, sur le territoire de la commune de Barr, près du mont Sainte-Odile, en Alsace. L'accident cause la mort de 87 passagers et membres d'équipage, seuls neuf ayant survécu.
La cause du crash est une confusion entre les pilotes et la machine. La désactivation des systèmes d'alerte de proximité du sol a aussi contribué à l'accident. 
Le 2 mai 2006, 14 ans après les faits, le procès de l'accident s'ouvre devant le tribunal correctionnel de Colmar. Six personnes — dirigeants d'Air Inter, d'Airbus, de l'Aviation civile et un contrôleur aérien — comparaissent pour « homicides et blessures involontaires ». Le 7 novembre 2006, le tribunal relaxe les accusés, au motif qu'« ils n'ont pas commis de faute pénale », c'est-à-dire qu'ils n'ont pas commis de faute caractérisée au sens de la loi Fauchon. Néanmoins, la responsabilité civile d'Airbus pour une faute civile liée à la conception du cockpit de l'A320, et celle d'Air France, qui avait absorbé Air Inter, en sa qualité de transporteur, a été reconnue.

## Contexte
Il s’agit d’un Airbus A320-111 immatriculé F-GGED, livré à Air Inter en 1988. Il est doté de moteurs CFM56-5-A1 construits en coopération par General Electric et la Snecma, et commercialisés par leur société commune CFMI. L'Airbus A320 est issu de la volonté de la société Airbus d'offrir une gamme d'appareils diversifiée. Mis en route en 1982, le projet met en place un avion fortement informatisé, technologiquement en avance sur l'industrie aéronautique américaine alors dominante. Pour assurer sa commercialisation, Airbus met en avant la facilité d'utilisation de cet appareil, ainsi que sa fiabilité. De plus, l'ordinateur est considéré comme plus sûr que l'esprit des pilotes, amenant ainsi à privilégier l'action de l'informatique de bord sur celle de l'équipage.
L'accident survient après les accidents d'Habsheim en 1988 (faute de pilotage majeure, non-respect de l'altitude minimale règlementaire, non prise en compte du spool up time) et de Bangalore en 1990 (trajectoire non stabilisée à l'atterrissage, hésitation puis retard dans la prise de décision de remise des gaz).

## Vol
Le commandant de bord, Christian Hecquet, âgé de 42 ans, a accumulé 8 806 heures de vol. Sur un Airbus A320, son expérience est de 162 heures. Le copilote, Joël Cherubin, âgé de 37 ans, a derrière lui 3 615 heures de vol. Sur Airbus A320, il a volé 61 heures.
L’avion d'Air Inter assurait une liaison entre l’aéroport de Lyon-Satolas (nommé aujourd'hui Lyon-Saint-Exupéry) et celui de Strasbourg-Entzheim sous indicatif radio ITF 148 DA. Le rapport final du BEA reconstitue le vol en se basant sur les communications avec les contrôleurs, les enregistrements des paramètres de vol et des conversations dans le cockpit, les données radar enregistrées au sol.
L’avion décolle de Lyon-Satolas le 20 janvier 1992 vers 17 h 20 UTC avec à bord 90 passagers, six membres d'équipage dont les deux pilotes et quatre navigants commerciaux. L'avion passe au-dessus du VOR de Luxeuil-les-Bains et doit se diriger vers le point repère ANDLO près de Barr. Son cap est de 50° environ c'est-à-dire directement sur l'axe de la piste 05 de l'aéroport de Strasbourg Entzheim. L'avion passe sous le contrôle de la TMA Strasbourg puis sous celui de la CTR Strasbourg. Celle-ci s'apprête à faire atterrir l'A320 directement en piste 05 avec une approche de type VOR DME. L'équipage n'a pas l'habitude de faire ce type d'approche. Le ciel est nuageux et il fait nuit.
Le commandant de bord, qui est le pilote en fonction pour ce vol, préfère atterrir indirectement, en faisant un tour de piste à vue après s'être aligné au-dessus de la piste au cap 051° grâce au dispositif ILS de la piste 23 (sens opposé de la 05). N'ayant pas prévu de descendre directement en piste 05, les pilotes ont mis du temps pour réduire leur vitesse et leur altitude. Ceci ne leur permet donc pas d'effectuer l'atterrissage direct prévu par le contrôleur ; ils demandent donc à faire leur tour de piste à vue. Mais comme plusieurs avions attendent pour décoller, le contrôleur leur demande de faire la procédure complète VOR DME sur la 05, plus longue mais qui donnera le temps aux avions au sol pour décoller. Cette procédure va obliger l'avion à faire un demi-tour puis s'éloigner de 11 NM passer au-dessus des collines du mont Sainte-Odile à une altitude de 5 000 pieds, puis à nouveau faire demi-tour pour s'aligner dans l'axe de la piste 05 (en s'alignant grâce au VOR de Strasbourg), passer à nouveau au-dessus du point ANDLO et commencer à descendre. C'est à la fin de ce dernier virage que l'avion va s'écraser à une altitude d'environ 800 mètres dans les collines vosgiennes.

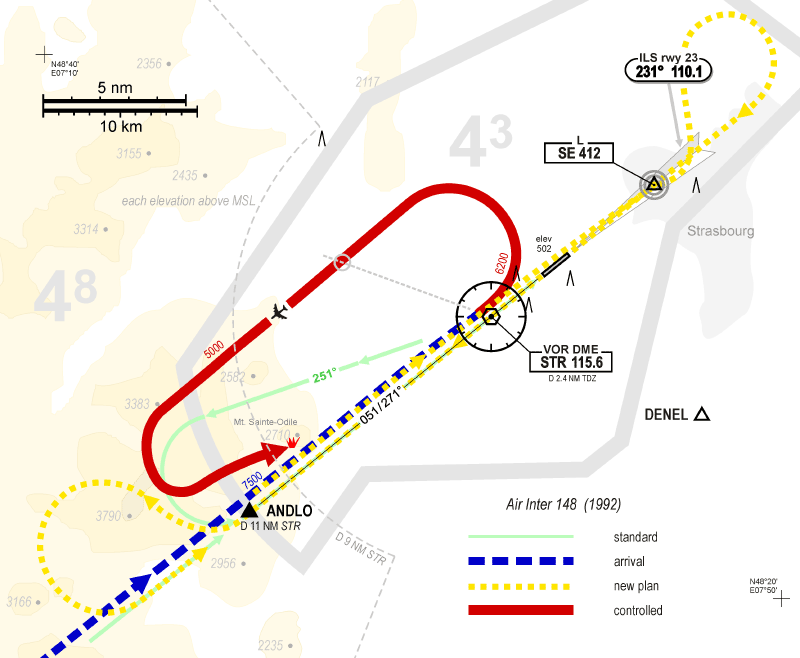
Trajectoire d'arrivée (en bleu), la procédure normale (vert), la voie d'approche planifiée (jaune), vol contrôlé au radar (rouge).

Cette procédure VOR DME pour la 05 n'enchante pas les pilotes car cela retarde leur arrivée. Pour leur faire gagner un peu de temps, le contrôleur leur propose d'effectuer cette procédure mais avec un guidage radar directement vers ANDLO : il leur indique les moments pour virer et les caps à prendre. En effet, cela permet de virer plus tôt et de raccourcir le circuit d'approche. Ainsi, au lieu de faire un large dernier virage, l'avion va faire un virage plus serré et récupérer l'axe de piste plus directement.
L'avion vire vers le sud-ouest et s'éloigne. Puis le contrôleur leur demande de virer à gauche au cap 90°. Puis il leur demande de continuer le virage pour s'établir sur la radiale 051° du VOR STR.
Le problème est que le pilote a affiché 051° dans le pilote automatique ce qui a pour conséquence un virage trop serré. Cette manipulation place l'avion au cap 051°, il ne positionne pas l'avion dans l'axe de la piste à 051° par rapport au VOR ; l'avion se retrouve à gauche de l'axe de piste et du point ANDLO, comme on doit le lire sur le VOR. C'est au point ANDLO que devait commencer la descente. L'équipage va donc commencer la descente alors qu'ils n'ont pas capturé l'axe de piste en fait. Ils pilotent sans visibilité extérieure car ils sont dans la couche nuageuse, c'est du pilotage aux instruments. C'est le copilote qui s'aperçoit en premier, semble-t-il, de l'erreur de trajectoire et qui suggère la correction de cap. Le commandant de bord exécute cette correction « avec une impression de réserve » selon le BEA.
C'est à ce moment-là (45 secondes avant l'écrasement) que la descente est amorcée avec un taux beaucoup trop élevé.
Vingt secondes avant le crash, le commandant fait une remarque sur la descente : « faut faire attention qu'il descende pas… ». Il est interrompu par le copilote qui annonce « sur l'axe ! ». Il est évident qu'à ce moment-là, les deux pilotes ne s'occupent que de la trajectoire latérale et pas de la descente. Le copilote rajoute : « On arrive sur l'axe ! … un demi point de l'axe. Là voilà, il a été au soixante c'est bon tu vois ici ».
À 18 h 20 min 33 s en heure universelle (19 h 20 min 33 s en heure locale), incliné à gauche de 12° pour interception de l'axe d'approche finale, l'avion percute le mont La Bloss à la vitesse de 190 nœuds (345 km/h), sur une trajectoire de descente d'environ 11°. L'écrasement s'est produit à une altitude proche de 800 mètres (2620 pieds), à environ 0,8 mille nautique (1 500 m) à gauche de l'axe d'approche et à 10,5 milles nautiques (19,5 km) du seuil de piste.

Les restes du vol 148 après le crash.

Les coordonnées de l'accident sont 48° 25′ 31,61″ N, 7° 24′ 18,99″ E.

## Secours
Les heures sont en TU. Pour l’heure française, ajouter une heure.
- 18 h 31, l’alerte est donnée par l’approche de Strasbourg, qui prévient le centre de coordination et de sauvetage (RCC) de Drachenbronn, le centre de contrôle de Reims (CRNA Est) et la préfecture du Bas-Rhin ;
- 18 h 34 : le RCC déclenche le plan SATER/2 auprès de la préfecture. La zone de recherche concerne le mont Sainte-Odile ;
- 18 h 40 : lancement du plan rouge. Création d’un poste de commandement opérationnel (PCO) installé à la brigade de gendarmerie de Barr ;
- 18 h 41 : le RCC demande la restitution de l'enregistrement du radar de Drachenbronn, des dispositions similaires sont prises par le CRNA Est. La restitution n’est mise à la disposition du RCC respectivement qu'à 20 h 10 et à 22 h 4, en raison des moyens de restitution des trajectoires radar existant dans ces centres à la date de l'accident, et des procédures en vigueur quant à leur mise en œuvre. Ces éléments ne permettent au RCC de réduire que lentement la zone des recherches telle que définie à 19 h 9 puis 19 h 30, d'autant plus que la balise Argos de l'avion a été totalement détruite au moment de l'impact ;
- 19 h 9 : la préfecture, à la demande du RCC, déclenche SATER/3. Les recherches s’étendent dans un secteur compris entre le mont Sainte-Odile et Andlau ;
- 19 h 13 : décollage d’une Alouette III de la sécurité civile basée sur l'aéroport de Strasbourg-Entzheim. Il fait des recherches visuelles, mais qui ne concernent ni le mont Sainte-Odile ni La Bloss ;
- 19 h 30 : le secteur de recherches est élargi : il se situe désormais entre le mont Sainte-Odile, Barr, Andlau et Le Hohwald ;
- 20 h 45 : en fonction des indications données au PCO par deux agents d'Air Inter sur le point survolé par l'A320 lors de son dernier contact radio (Breitenbach), trois zones de recherches de 3 km de côté sont définies. La zone no 1, prioritaire, était centrée sur La Bloss. Il était question d'y engager les forces de gendarmes mobiles à mesure qu’elles arrivaient afin de faire des recherches dans ce secteur avec l'aide des sapeurs-pompiers et des guides du Club vosgien. Le déploiement des différentes équipes de recherche dans cette zone a été effectué de 21 h 0 à 21 h 35 ;
- Deux journalistes correspondants de TF1 à Strasbourg, Jean-Pierre Stucki et son collègue Eric Sching, ayant fait des recherches à leur propre initiative, découvrent les survivants et la carcasse de l’appareil. Ils informent les gendarmes de l'emplacement [7];
- 22 h 35 : grâce à ces indications, le groupe de gendarmerie mobile rejoint l'endroit. Les gendarmes apportent les premiers secours. Quatre personnes sont évacuées par les gendarmes car jugées transportables ;
- Sept autres personnes ont été évacuées entre 23 h 20 et 0 h 15 par des moyens identiques. Certaines d'entre elles ont été examinées et médicalisées sur le site par des médecins militaires ;
- La deuxième colonne de secours venant d'Obernai via Ottrott est arrivée environ 45 minutes après la première. La progression est compliquée par le mauvais état des routes et leur encombrement dû à l’afflux de badauds. La mise en place des véhicules est rendue difficile par la présence de nombreux autres véhicules (autres secours, service d'ordre, badauds, journalistes). En montant vers le site de l'accident, les médecins et secouristes croisent la colonne descendante. Les blessés sont alors pris en charge sur des brancards par cette deuxième colonne et transportés sur la route départementale où se trouvent les ambulances ;
- Environ 1 h 30 : début des évacuations vers les hôpitaux de la région.

De nombreuses critiques ont été formulées quant au retard des secours. Il apparaît que la définition d’un périmètre de recherche trop large, à 19 h 30, est en partie en cause : nécessitant un grand nombre d’hommes pour les recherches, il a obligé les autorités à attendre la concentration d’effectifs suffisants pour partir sur le terrain. Les secours, une fois mis en route, sont retardés par une route encombrée de badauds. Quatre heures et demi s’écoulent entre l'écrasement et leur arrivée, ce qui est énorme. Durant ce laps de temps, plusieurs rescapés mourront.

## Bilan

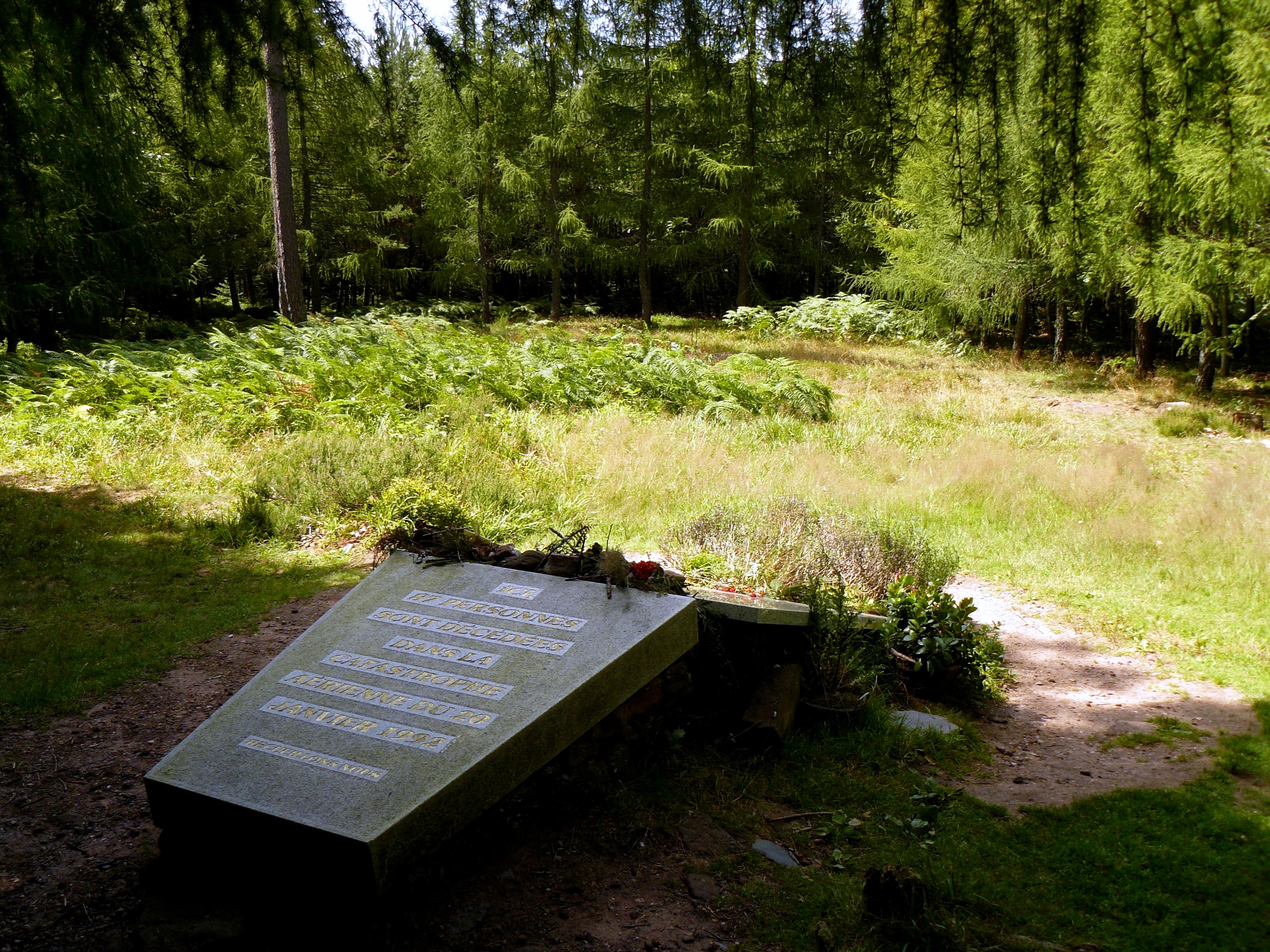
La clairière, site de l'accident

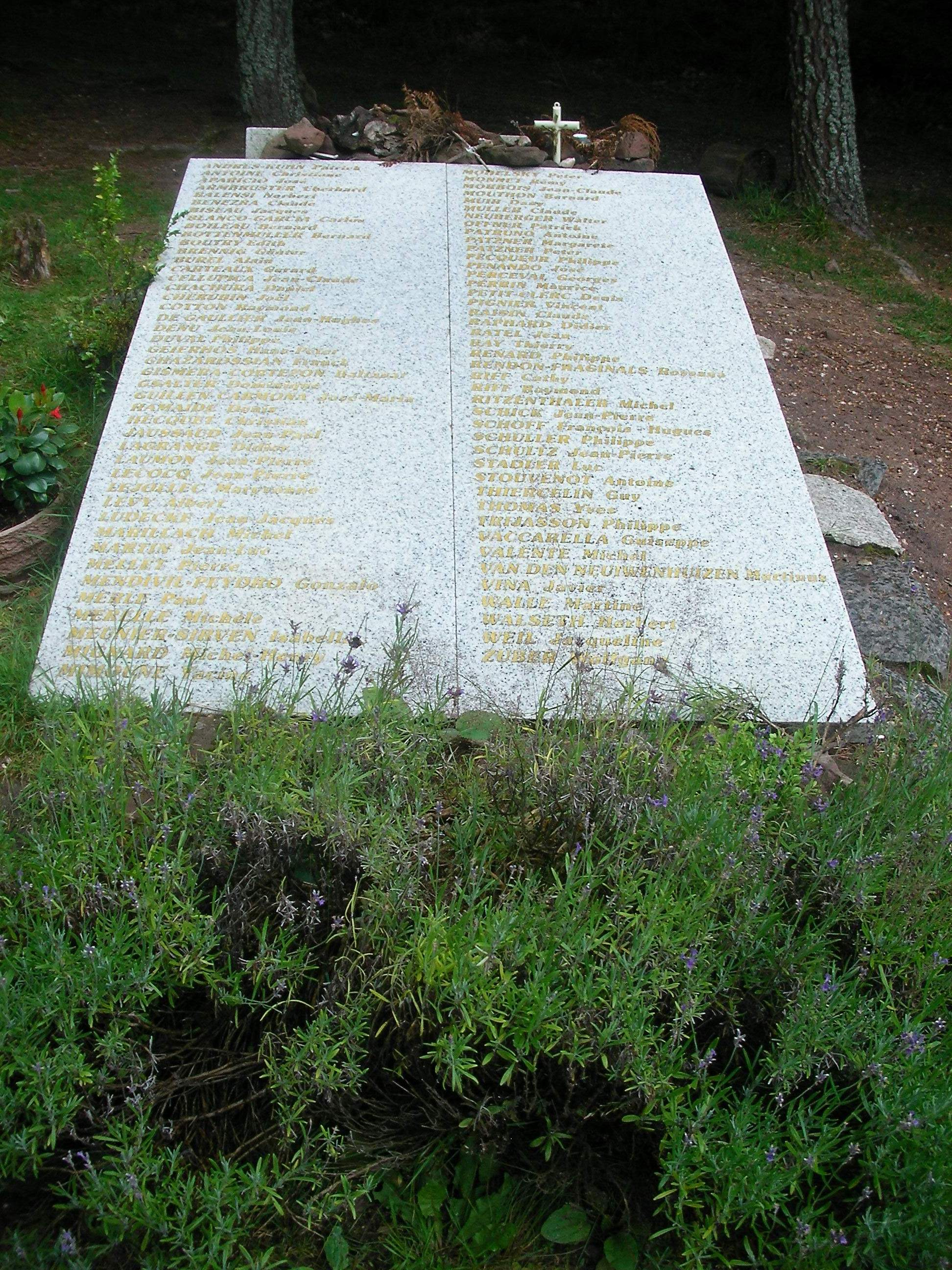
Plaque commémorative des victimes

- Survivants : 8 passagers, plus un membre d’équipage. Six victimes ne sont décédées qu'après l'impact, dont deux auraient probablement survécu si les secours étaient intervenus dans les deux premières heures (elles sont décédées pendant leur transport)[a 6].
- Morts : 82 passagers, 5 membres d’équipage[a 6] . Le scientifique belge Jean-Pierre Lecocq, le chimiste français Claude Benezra, et la sœur du dessinateur Tomi Ungerer font partie des victimes.
- L'appareil est détruit[a 7].

## Causes de l’accident
Plusieurs facteurs ont contribué à la survenue de la catastrophe, à des degrés divers. Pour la justice française qui n'a condamné personne à la suite des différents procès, c'est l'erreur de pilotage qui a été déterminante.

### Erreur d'affichage et manque de rigueur avec les automatismes
L'airbus A320 était, à sa sortie, un avion résolument nouveau et présentait de très fortes différences avec les avions de ligne de générations précédentes tant dans la philosophie du cockpit que dans la gestion du vol et des automatismes. Un élément nouveau et particulièrement important est le FMA (Flight Mode Annonciator) qui annonce les modes engagés au pilote automatique et figure en face de chaque pilote sur l'écran PFD (Primary Flight DIsplay). La lecture par les pilotes de chaque nouveau mode affiché au FMA est obligatoire et permet une bonne compréhension des modes engagés et donc, un bon contrôle de la trajectoire.
Un taux de descente très élevé a été enregistré au moment de l'impact : 3 300 pieds par minute (16,7 m/s) au lieu d'environ 800 pieds par minute. Selon le BEA, l'hypothèse la plus probable est une erreur de programmation du pilotage automatique par l'équipage qui aurait affiché un taux de descente de 3 300 pieds par minute au lieu d'un angle de descente de 3,3°. Cela serait dû à une confusion liée à l'affichage du taux de descente en pieds par minute (« 33 » pour 3 300 pieds par minute) qui se fait sur le même cadran que l'angle de descente (« 3.3 » pour 3.3°). La différence de lecture se fait selon le mode sélectionné : angle de descente (mode FPA - Flight Path Angle) ou vitesse verticale (mode VS - Vertical Speed). Le pilote a enregistré sur l’ordinateur de bord la valeur « 33 », croyant être en mode FPA alors qu’il était en mode VS.
Au delà du manque de clarté de l'affichage qui a conduit à cette confusion, une vérification rigoureuse du FMA aurait certainement permis de comprendre l'erreur. De fait, le BEA a souligné le manque de rigueur des pilotes notamment dans l'utilisation d'automatismes sans vérification.

### Autres facteurs
D'autres facteurs mis en évidence par le BEA ont amené la justice à mettre en examen Airbus, Air France ou le contrôleur, mais ils ont été relaxés :
- Le système de navigation VOR est mis en cause : plusieurs défaillances de cet appareil ont été signalées par ailleurs. Le décalage entre l’axe et l’avion est tel qu’une erreur de lecture de l’équipage est exclue[a 9].
- Le contrôleur aérien militaire qui a donné des indications ambiguës[a 10]. De plus, il met fin au guidage radar avant que l'appareil soit établi sur la trajectoire d'approche finale et sans avoir averti l'équipage de la fin du guidage radar[9].
- L’absence d’alerte de proximité du sol (GPWS) : cet appareil donnait très souvent de fausses alarmes en zone montagneuse. Air Inter, après test, a donc décidé de ne pas utiliser cet instrument. Air Inter était une des rares compagnies françaises à ne pas avoir de GPWS sur des avions tels que ceux visés par la norme OACI[a 11]. La Direction générale de l'Aviation civile s'était par ailleurs abstenue de transposer dans la réglementation française les dispositions de l'annexe 6, section 6.15 de la Convention de Chicago qui édicte que « tous les avions à turbomachines dont la masse maximale au décollage certifiée dépasse 15 000 kg ou qui sont autorisés à transporter plus de trente personnes seront dotés d'un dispositif avertisseur de proximité du sol »[10].

## Conséquences
À la suite de cet accident :
- Pour éviter toute confusion entre la vitesse de descente (en pieds par minute) et l'angle de descente (en degrés), l'affichage de l'instrument de bord des Airbus est modifié : l'affichage du taux de descente passe à quatre chiffres au lieu de deux (par exemple 3 300 pour 3 300 pieds par minute) ; la pente de descente reste indiquée comme avant avec deux chiffres (3.3 pour 3.3 degrés)
- Le système d'avertisseur de proximité du sol GPWS, refusé à l'origine par les pilotes d'Air Inter lui reprochant plusieurs fausses alarmes (notamment lors de survols de terrains granitiques), est adopté[11].
  - Le GPWS a été refusé par les pilotes d'Air Inter pour "nuisance alarms", notamment lors de leur approches jugées "cavalières" à 300kts + en dessous du FL100. Déjà en 1992, le GPWS est considéré comme un outil efficace dans la prévention des CFIT. Cette volonté d’Air Inter de s’en affranchir démontre un sentiment de vanité ou d’excès de confiance de la part de certains pilotes de l’époque[12].
- L'emport d’une balise de détresse, type ELT (Emergency Locator Transmitter), à bord d’un avion commercial devient obligatoire. C'est en 1995 que l’obligation règlementaire apparaît. Désormais, tous les avions sont munis de cette balise de localisation d'urgence dédiée à l'aviation, à déclenchement automatique en cas d'accident.

À la suite de la difficulté d'identifier les victimes, l'Institut de recherche criminelle de la gendarmerie nationale se dote en 1992 d'une Unité de Gendarmerie d'Identification de Victime de Catastrophe (UGIVC)pour le recueil des renseignements ante mortem et post mortem.

## Enquête
- du 21 au 29 janvier 1992 : les autopsies des corps et fragments de corps sont pratiquées à l'Institut de médecine légale de Strasbourg, par le professeur Patrice Mangin et ses assistants, les docteurs Antoine Tracqui et Bertrand Ludes[15]. Pour la première fois au monde dans le cas d'une catastrophe civile, la technique des empreintes génétiques sera mise en œuvre pour l'identification d'une partie des victimes[16],[17]. Le rapport médico-légal rendu à l'issue de ces opérations[18] conclura que les lésions constatées ont provoqué la mort immédiate de 81 victimes (incluant dans cette catégorie les deux victimes présumées dont les restes n'ont jamais été identifiés). Ce même rapport précise que, sur les six victimes dont le décès est intervenu après l'impact, deux auraient probablement survécu si les secours étaient intervenus dans les deux premières heures (elles sont décédées pendant leur transport). Les quatre autres auraient pu avoir une chance de survie si les secours étaient intervenus dans les trente premières minutes.

- 4 février 1992 : création de l’association Entraide de la Catastrophe des Hauteurs du Sainte-Odile (ECHO) fondée par le dessinateur Tomi Ungerer, dont la sœur est décédée dans l'écrasement[19],[20] ;
- 18 janvier 1993 : première mise en examen : Jacques Rantet[21] ;
- 3 juin 1993 : 2e mise en examen : Daniel Cauvin[22] ;
- 16 décembre 1993 : le rapport Monnier est publié[23] ;
- 6 décembre 1994 : plainte contre la DGAC et le centre de Drachenbronn ;
- 3 janvier 1995 : premier rapport de Venet et Jean Belotti ;
- 18 janvier 1995 : quatre nouvelles mises en examen : Pierre-Henri Gourgeon et Claude Frantzen, Auguste Gayte, cadre d’Air Inter, Eric Lammari, contrôleur aérien[24] ;
- 24 novembre 1995 : rapport complémentaire[25] ;
- 11 et 13 juillet 1996 : les experts chargés d’une expertise complémentaire s’opposent[25] ;
- 18 novembre 1996 : publication du rapport Anglade et Louvel[19] ;
- 31 décembre 1996 : mise en examen de Bernard Ziegler[26] ;
- 18 mars 1997 : Bernard Ziegler comparait au tribunal de grande instance de Colmar[19] ;
- 22 juin 1997 : dépôt du rapport Anglade et Becavin (complément d'expertise du VOR)[19] ;
- 1er octobre 1997 : manifestation des familles des victimes à Entzheim[19] ;
- 18 décembre 1997 : ordonnance considérant que le VOR a bien fonctionné[19] ;
- 14 janvier 1997 : nomination de deux experts, Patrick Anglade et Henry Becavin ;
- 18 juin 1998 : nomination de trois nouveaux experts, Claude Guibert, Jacques Rolland et Pierre Wannaz[PDF][25] ;
- 13 mars 2001 : publication d’une contre-expertise affirmant que le VOR n’est pas la cause déterminante de l’accident[27] ;
- 31 août 2001 : le juge Guichard, ancien adjoint (PS) au maire de Strasbourg, non réélu en mars 2001, quitte ses fonctions au tribunal de Colmar et rejoint l'inspection générale de la Ville de Paris[28]. ;
- Février 2002 : le juge André Schmidt remplace le juge Guichard[27] ;
- 25 octobre 2004 : expertise affirmant que l’accident serait dû au DME (Distance Mesuring Equipment - Équipement mesurant la distance de l'avion par rapport à une balise)[27] ;

## Mesures

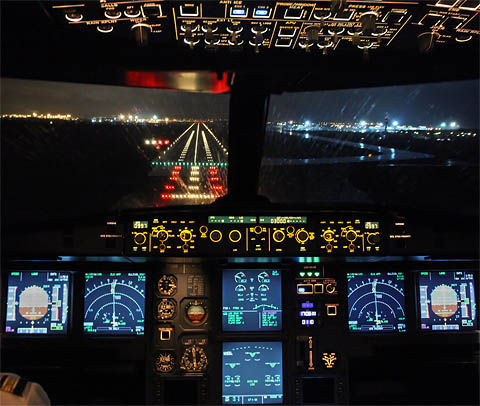
Cockpit d'un A320 lors d'un vol de nuit en 2008.

Six mois après l'accident, prenant en compte les premières expertises, plusieurs systèmes dans l'A320 ont été améliorés ou ajoutés : installation d'un GPWS (alarme de proximité du sol), transformation de l'ergonomie du tableau de bord (cadrans de descente, boutons poussoirs du FPA, Flight Path Angle et du taux de descente VS, Vertical Speed), modification du système VOR et de l'emplacement des radio-balises de détresse à bord des avions pour que leur probabilité de fonctionnement soit améliorée en cas d'écrasement.

## Procès

### Premier volet: l'accident
Six personnes poursuivies pour homicides et blessures involontaires et encourant deux ans de prison et 4 500 euros d'amende, sont concernées :
- Pierre-Henri Gourgeon : directeur général de l'Aviation civile à l'époque de l'accident.
- Claude Frantzen : chef du service de la formation aéronautique et du contrôle technique.
- Daniel Cauvin : directeur général adjoint d'Air Inter chargé des problèmes techniques.
- Jacques Rantet : directeur de l'exploitation aérienne chez Air Inter.
- Bernard Ziegler : directeur technique d'Airbus Industrie au moment des faits.
- Éric Lammari : contrôleur aérien.

Le premier procès s'ouvre devant le tribunal correctionnel de Colmar le 2 mai 2006 et s'achève le 27 juin de la même année. Il aboutit le 7 novembre 2006 à la relaxe de tous les prévenus Toutefois, une faute civile est retenue à l'encontre du concepteur de l'avion, Bernard Ziegler, et Airbus est déclaré responsable, solidairement avec Air France, venant aux droits d'Air Inter, du préjudice subi par les victimes. L'association ECHO, association de défense des familles de victimes, se voit attribuer 500 000 euros d'indemnités, et certaines familles doivent pour leur part toucher des sommes de 10 000 à 50 000 euros. Mais le 21 novembre le parquet fait appel de cette décision.
Le 16 octobre 2007 débute le procès en appel à Colmar. Les six prévenus sont à nouveau relaxés le 14 mars 2008, et cette fois aucune faute n'est retenue contre Bernard Ziegler ni contre Airbus. Aucune indemnité n'est accordée à ECHO. Celle-ci dépose un pourvoi en cassation le 8 septembre 2009, mais est déboutée le 22 septembre de la même année.

### Second volet: la lenteur de la justice
En mars 2001, l'association ECHO entame une procédure contre l'État français pour « durée excessive » de la procédure pénale,. Le 12 septembre 2005, le procureur de Strasbourg sollicite le renvoi du procès intenté par l'association contre l'État français à une date ultérieure pour prendre des réquisitions. La juge accède à sa requête. L’audience ne dure que trois minutes. Le même jour, les membres de l’association ECHO, en colère après cette péripétie, déposent la déclaration de principe d’une requête à la Cour européenne des droits de l'homme,. La requête est effectivement déposée le 13 janvier 2006,. Le 9 octobre 2006 les familles de victimes voient rejetée par le tribunal de grande instance de Colmar leur demande de condamnation de l'État.
Le 18 septembre 2009, l'association ECHO est déboutée par la cour d'appel de Colmar de son action en appel contre l'État. L'association décide d'aller en cassation et, en cas d'échec, de porter l'affaire devant la Cour européenne des droits de l'homme (CEDH). Le pourvoi est rejeté le 23 février 2011. En mai 2011, elle manifeste son mécontentement et son sentiment d'avoir été flouée et en juillet 2011 prend la décision de tout abandonner, notamment le projet d'une requête devant la CEDH,,.
Contrairement à des informations ayant circulé en 2014, date à laquelle l'ancien président quitte ses fonctions, l'association ECHO continue d'exister. En 2022, trente ans plus tard, elle perpétue encore la mémoire des victimes de la catastrophe.

### Rapport final du BEA (lire en ligne)
1. ↑  Chapitre 16.1
2. ↑  Chapitre 16.2
3. ↑  Chapitre 15.11
4. ↑  Chapitre 15.12
5. ↑  Chapitre 1.1
6. 1 2  partie 116.14
7. ↑  chapitre inconnu
8. ↑  Chapitre 22.33
9. ↑  Chapitre 22.12
10. ↑  Chapitre 22.6, notamment 22.64(conclusion)
11. ↑  Chapitre 16.3 et chapitre 22.36

### Documentaire télévision
- Secrets d'actualité, le 19 février 2006, Le crash du Mont Sainte-Odile, sur M6.
- L'accident a fait l'objet d'un épisode dans la série télé Air Crash nommé « Catastrophe au Mont Sainte-Odile » (saison 9 - épisode 7).